# Allium eulae
Allium eulae là một loài thực vật có hoa trong họ Amaryllidaceae. Loài này được Cory ex T.M.Howard mô tả khoa học đầu tiên năm 2008.